# Norr-Sergbergets naturreservat
Norr-Sergbergets naturreservat är ett naturreservat i Sorsele kommun i Västerbottens län.
Området är naturskyddat sedan 2024 och är 483 hektar stort. Reservatet ligger väster om Sorsele och består av granskogar, talldominerade barrblandskogar och lövrika granskogar samt några tjärnar/småsjöar.